# 兹比格涅夫·卡奇马雷克
兹比格涅夫·卡奇马雷克（波蘭語：Zbigniew Kaczmarek，1946年7月31日—2023年5月15日），波兰男子举重运动员。他曾代表波兰参加1972年、1976年和1980年夏季奥林匹克运动会举重比赛，其中1972年奥运会获得一枚铜牌。